# Gyrophragmium
Гірофрагміум (Gyrophragmium) — рід грибів родини Agaricaceae. Назва вперше опублікована 1843 року.

## Будова
Гриби роду гірофрагміум (наприклад, Gyrophragmium delilei) близькі до грибів роду монтанея (Montagnea), відрізняючись від них великою, а не маленькою піхвою біля основи ніжки, напівкруглим, а не плоским диском і розгалуженими (анастомозуючими) пластинками. Пластинки глеби зубчасті, чорно-бурі, також прикріплені до нижньої частини диска. Рід включає 5 видів.
Гірофрагміум ділила (Gyrophragmium delilei) зростає в піщаних і кам'янистих пустелях Казахстану. Його молоде плодове тіло кулеподібно-овальне або кеглеподібне, а зріле має довгу, висотою 6-20 см, ніжку і на її вершині напівкулястий диск діаметром 2,5-6 см, гладкий або по краю зморшкуватий, брудно-жовтуватий. Вид поширений в Південній Європі по узбережжю Середземного моря, в Південній і Північній Африці, Центральній Азії, Північній і Південній Америці.